# District de Bekily
Bekily est un district de la région d'Androy, situé dans le Sud-Ouest de Madagascar, réputé pour ses cultures de  cacahuète